# Корытня (приток Чёрной)
Корытня — река в России, протекает по Плюсскому району Псковской области. Берёт своё начало из озера Битинского. Устье реки находится в 28 км по левому берегу реки Чёрной у деревни Волково. В реку впадает правобережный приток ручей Зарябинский. Общая длина ручья Зарябинского и реки Корытни составляет 13 км.

## Данные водного реестра
По данным государственного водного реестра России относится к Балтийскому бассейновому округу, водохозяйственный участок реки — Нарва. Относится к речному бассейну реки Нарва (российская часть бассейна).
Код объекта в государственном водном реестре — 01030000412102000026925.